# NGC 4420
NGC 4420 هي مجرة حلزونية تبعد حوالي 77 مليون سنة ضوئية تقع في كوكبة العذراء.

## وصلات خارجية
- NGC 4420 على موقع ويكي سكاي: DSS2, SDSS, GALEX, IRAS, Hydrogen α, X-Ray, Astrophoto, Sky Map, Articles and images